# 御乱心〜オールタイム・ワースト〜
『御乱心〜オールタイム・ワースト〜』（ごらんしん オールタイム・ワースト）は、さだまさしのワースト・アルバム。2016年9月14日にユーキャンから発売された。

## 概要
2013年にベストアルバム『天晴〜オールタイム・ベスト〜』を発表したさだは、その後のコンサートで「ベストがあるんだから、次はワーストだよね」と本作の構想について冗談を交えて話していたが、それが実現の運びとなった。ただ伏線はあり、2013年7月の4000回&4001回コンサートはオープニングの「主人公」を除いて基本的に会場でのリクエストカードをさだが引いてその曲を歌うという設定だったが、リクエストカードに「心に残った曲を書いてください」とあったにもかかわらず、後から全てをチェックしたところ「ねこ背のたぬき」と書かれたカードがあったことをその後のコンサートトークで話していた。そこで「ワーストをつくったら面白いのではないか?それを考えてみよう」というトークがあり、実現したものである。アルバムタイトルはいくつか候補を挙げ、『さだまさしコンサートツアー2016「月の歌」』のMCで拍手による投票によって、最も拍手が大きかった「御乱心」が選ばれた。もちろん、伏線となった「ねこ背のたぬき」は収録されている。
『天晴』はファン投票で選曲されたが、本アルバムはさだの自選である。
本アルバムジャケットのアートワークは『天晴』と同様にイラストレーターの中村佑介が手がけている。中村は「遊び」をテーマとし、収録曲全てのモチーフをジャケットアートに入れている。また、ジャケットアートの中には「ユーモア」を花言葉にもつスイセンノウが描かれている。
オリコンウィークリーチャート初登場8位。

## 収録曲
曲名の後の「（新）」は新録音、「（初）」は初CD化、「（L）」はライブ録音。
1. ねこ背のたぬき
2. 魔法のピンク（新）
2008年にNHK「おかあさんといっしょ」でうたのおにいさんとおねえさんが歌うために提供した楽曲。
3. シラミ騒動組曲 第一楽章「シラミ騒動」（新）（L）
歌詞の全てが、「ドレミファソラシ」のイタリア式音名表記の7種の文字のみで構成され、曲も音名のままという「迷曲」[2][3]。
4. シラミ騒動組曲 第二楽章「シラミ逃亡」（新）（L）
5. シラミ騒動組曲 第三楽章「シラミー・ナイト・フィーバー」（新）（L）
「シラミ騒動組曲」は2016年8月1日の東京国際フォーラムでのライブ録音した音源[2]。
6. ペンギン皆兄弟
7. 建具屋カトーの決心 -儂がジジイになった頃-
1989年4月に『夜のヒットスタジオDELUXE』（フジテレビ）にマンスリーゲストとして生出演した際、第3週となる4月19日の演奏曲目として、生放送での一発録りレコーディングした音源を同年6月1日にシングル発売したもの[2]。
8. 時代はずれ
9. 誰も知らない二番目のうた（初）
『みんなのニュース』の「ニュースの歌」月曜日[5]。
10. 必殺!人生送りバント（新）
坂上二郎への提供曲。
11. 関白失脚2016 〜父さんと閑古鳥 篇〜（新）（L）